# 빌 스카우런
윌리엄 조지프 스카우런(William Joseph Skowron, 1930년 12월 18일 ~ 2012년 4월 27일)은 "무스"라는 별명으로 알려진 미국의 프로 야구 1루수였다.  그는 1954년부터 1967년까지 뉴욕 양키스, 로스앤젤레스 다저스, 워싱턴 세네터스, 시카고 화이트삭스와 캘리포니아 에인절스를 위하여 메이저 리그 베이스볼에서 13개의 시즌을 활약하였다.  그는 2012년 사망했을 때 몇년간 화이트삭스를 위하여 공동체 관계 대표를 지냈다.  그는 다른 팀들에 연속적인 월드 시리즈를 우승하는 데 메이저 리그 베이스볼 역사상 6명의 선수들 중의 하나이다.

## 초기 세월
폴란드계로 일리노이주 시카고에서 태어났으며 그의 부친은 도시의 쓰레기 수거인이었다.  하루는 그의 조부가 17세의 스카우런에게 그에게 친구들이 농담으로 "무솔리니"로 불렀던 결과를 가져온 이탈리아의 독재자를 닮은 것으로 알려진 이발을 해주었고, 그의 가족이 별명을 "무스"로 짧게 한 원인을 가져왔다.  이름은 그의 경력을 통하여 박혀있었다.
스카우런은 시카고에 있는 웨버 고등학교에서 수학하고, 그러고나서 자신이 타우 카파 엡실론 (Tau Kappa Epsilon) 친목회의 일원이었던 인디애나주에 있는 퍼듀 대학교로 갔다.  스카우런이 미식축구 장학금에 대학을 갔어도 그는 야구에 자신이 더욱 어울리는 것을 찾아내 10년간 지속된 빅텐 컨퍼런스 기록으로 1950년 2학년생으로서 .500 점을 타구하였다.

## 프로 야구 경력
대학에서 자신의 2학년 해에 이어 스카우런은 서던 미니 리그에서 오스틴 패커스를 위하여 야구를 하는 데 계약이 맺어졌다.  그는 23개의 경기에서 패커스를 위하여 .343 점을 타구하였다.  그는 또한 로체스터 로열스를 상대로 3개 홈런 경기와 함께 자신의 힘을 발휘하였다.  그는 양키스가 계약 제공을 만든 오스틴에서 잘 하였다.
그는 양키스의 스카우트 루 매구올로에 의하여 계약이 맺어졌다.

### 메이저 리그
스카우런은 1950년 9월 아마추어 자유 계약 선수로서 뉴욕 양키스와 계약을 맺고 1954년 4월 13일 양키스를 우히여 자신의 첫 경기를 활약하였다.  시작에서 그는 조 콜린스와 1루수에서 교대로 맡아졌으나 1958년부터 그는 양키스의 전임적인 1루수가 되었다.  그는 양키스 선수로서 7개의 아메리칸 리그 올스타 경기 - 1957년, 1958년, 1959년에 두번, 1960년에 두번 그리고 1961년에 활약하였다 (2개의 올스타 경기들은 1962년을 통하여 1959년에 열렸다).
1962년 11월 26일 그는 스탠 윌리엄스를 위하여 양키스에 의하여 로스앤젤레스 다저스로 이적되었다.  스카우런이 내셔널 리그 투수를 상대로 더듬거렸어도 4개의 홈런과 함께 237개의 타수에서 겨우 .203 점을 타구하여 4개의 연속적 경기에서 다저스가 양키스를 휩쓸면서 1963년 월드 시리즈에서 자신의 이전 팀을 기절시켜 .385의 평균과 하나의 홈런과 함께 다저스를 이끌었다.
1963년 12월 6일 그는 워싱턴 세네터스에 의하여 다저스로부터 매입되었을 때 아메리칸 리그로 돌아갔다.  1964년 7월 13일 그는 세네터스에 의하여 시카고 화이트삭스로 이적되었다.  1965년 그는 자신의 8번째 올스타 경기에서 활약하였다.  1967년 5월 6일 그는 화이트삭스에 의하여 캘리포니아 에인절스로 이적되었다.  그는 그해 10월 9일 에인절스에 의하여 나오게 되었다.
그는 1루수로서 15개를 제외한 총 1,478개의 메이저 리그 경기 전체에서 활약하였다.  (그는 3루수로서 13개의 경기, 그리고 2루수로서 2개의 경기에 있었다)
스카우런은 1957년 월드 시리즈의 마지막을 만들었으나 이어진 해에 그는 1958년 월드 시리즈의 6번째 경기에서 우승하는 득점에 충돌하였다.  스카우런은 또한 양키스를 월드 시리즈 우승으로 추진하는 데 7번째 경기에서 3전 홈런과 3 대 1의 시리즈 적자로부터 투수를 강습하는 땅볼을 치기도 하였다.  그는 또한 토비 쿠벡에 의한 병살 땅볼에 샌프란시스코 자이언츠를 상대로 1962년 월드 시리즈의 7번째 경기에서 단 하나의 득점을 매겼다.
총수에 스카우런은 8개의 월드 시리즈 팀들에 활약하였으며 5번이나 우승하는 편에 있으면서 양키스와 7개의 월드 시리즈에서 4개의 우승 링 (1956년, 1958년, 1961년과 1962년)과 그러고나서 이어진해 자신을 이적시켜 버린 양키스를 상대로 1963년 다저스와 함께 하나의 우승 링을 얻었다.  스카우런은 자신의 경력을 통하여 일관된 좋은 타자였으나 월드 시리즈에서 대박 선수였으며 8개의 월드 시리즈에서 8개의 홈런, 29개의 타점과 .519의 장타율과 함께 .293 점을 타구하였다.
양키스의 자신의 세월 동안 그는 뉴저지주 힐스데일군에 거주하였다.
1963년 그는 시트콤《미스터 에드》의 에피소드 "리오 더로셔가 미스터 에드를 만나다"에서 게스트 출연을 하였다.
스카우런은 한번 자신의 친구인 양키스의 투수 프리츠 피터슨의 장난기 있는 표적이었다.  실습적인 농담을 하는 것으로 알려진 피터슨은 보고적으로 그의 동료 선수들과 인기가 있었으며 자신의 정교한 농담들과 함께 그들을 환대하였다.  피터슨은 한번 스카우런이 사망한 후 그에게 그의 평화 조성자를 기부하는 의문을 하는 데 속임수적인 미국 야구 명예의 전당 편지를 이용하였다.

## 개인 생활과 사망
스카우런은 자신이 오스틴 패커스를 위하여 활약하고 있었던 동안 버지니아 헐퀴스트와 결혼하였다.  그는 일리노이주 샤움버그에 살았던 동안 1980년 국립 폴란드계 미국인 명예의 전당으로 헌액되었다.  1999년 그는 화이트삭스를 위하여 공동체 관계 대표가 되었고, 자신이 사망했을 때 아직도 이 직위를 보유하고 있었다.
2012년 4월 27일 일리노이주 알링턴 하이츠에서 폐암과 장기적 투병 후에 충혈성 심부전으로 81세의 나이에 사망하였다.